# タルン川
タルン川（タルンがわ、Tarn）またはタルヌ川（タルヌがわ）は、フランス南部を流れる川で、ガロンヌ川の支流。長さは381kmで、水源はセヴェンヌ山脈。タルヌ県の語源となった。
アヴェロン県のミヨー近郊に、A75号線のミヨー橋が架けられていて、観光スポットになっている。